# Nico Sturm
Pour les articles homonymes, voir Sturm.
Nico Sturm (né le 3 mai 1995 à Augsbourg en Allemagne est un joueur professionnel allemand de hockey sur glace. Il évolue au poste de centre.

## Biographie

### Carrière en club
Formé au Augsburger EV, il rejoint les équipes de jeunes du ESV Kaufbeuren. En 2013, il part en Amérique du Nord et porte les couleurs des IceRays de Corpus Christi dans la NAHL. En 2016, il rejoint l'Université Clarkson. Il évolue trois saisons avec les Golden Knights de Clarkson dans le championnat NCAA. Le 4 avril 2019, il joue son premier match dans la Ligue nationale de hockey avec le Wild du Minnesota face aux Bruins de Boston. Le 19 décembre 2019, il enregistre son premier point, une assistance face aux Coyotes de l'Arizona. Le 24 février 2021, il marque ses deux premiers buts dans la LNH face à l'Avalanche du Colorado.
Le 15 mars 2022, il est échangé à l'Avalanche du Colorado en retour de Tyson Jost. Il remporte la Coupe Stanley 2022 avec Colorado.
Le 13 juillet 2022, il signe un contrat de trois saisons avec les Sharks de San José pour un montant de 6 millions de dollars.
En 2025, et bien que n'ayant joué que 15 matchs en saison régulière avec les Panthers et huit en séries éliminatoires (mais aucun en final), il fait officiellement partie de l'effectif champion de la Coupe Stanley.

### Carrière internationale
Il représente l'Allemagne au niveau international. Il prend part aux sélections jeunes.

## Statistiques
| Saison     | Équipe                     | Ligue      |     | Saison régulière | Saison régulière | Saison régulière | Saison régulière | Saison régulière |   | Séries éliminatoires | Séries éliminatoires | Séries éliminatoires | Séries éliminatoires | Séries éliminatoires |
| Saison     | Équipe                     | Ligue      | PJ  | B                | A                | Pts              | Pun              | PJ               | B | A                    | Pts                  | Pun                  |                      |                      |
| 2013-2014  | IceRays de Corpus Christi  | NAHL       | 21  | 1                | 2                | 3                | 2                | -                | - | -                    | -                    | -                    |                      |                      |
| 2014-2015  | Bruins d'Austin            | NAHL       | 53  | 11               | 30               | 41               | 28               | 13               | 7 | 6                    | 13                   | 0                    |                      |                      |
| 2015-2016  | Storm de Tri-City          | USHL       | 57  | 14               | 25               | 39               | 47               | 5                | 3 | 3                    | 6                    | 0                    |                      |                      |
| 2016-2017  | Golden Knights de Clarkson | ECAC       | 39  | 8                | 13               | 21               | 37               | -                | - | -                    | -                    | -                    |                      |                      |
| 2017-2018  | Golden Knights de Clarkson | ECAC       | 40  | 14               | 23               | 37               | 14               | -                | - | -                    | -                    | -                    |                      |                      |
| 2018-2019  | Golden Knights de Clarkson | ECAC       | 39  | 14               | 31               | 45               | 29               | -                | - | -                    | -                    | -                    |                      |                      |
| 2018-2019  | Wild du Minnesota          | LNH        | 2   | 0                | 0                | 0                | 0                | -                | - | -                    | -                    | -                    |                      |                      |
| 2019-2020  | Wild de l'Iowa             | LAH        | 55  | 12               | 20               | 32               | 18               | -                | - | -                    | -                    | -                    |                      |                      |
| 2019-2020  | Wild du Minnesota          | LNH        | 6   | 0                | 2                | 2                | 0                | 2                | 1 | 0                    | 1                    | 0                    |                      |                      |
| 2020-2021  | Wild du Minnesota          | LNH        | 50  | 11               | 6                | 17               | 17               | 7                | 1 | 1                    | 2                    | 0                    |                      |                      |
| 2021-2022  | Wild du Minnesota          | LNH        | 53  | 9                | 8                | 17               | 8                | -                | - | -                    | -                    | -                    |                      |                      |
| 2021-2022  | Avalanche du Colorado      | LNH        | 21  | 0                | 3                | 3                | 6                | 13               | 0 | 2                    | 2                    | 2                    |                      |                      |
| 2022-2023  | Sharks de San José         | LNH        | 74  | 14               | 12               | 26               | 23               | -                | - | -                    | -                    | -                    |                      |                      |
| Totaux LNH | Totaux LNH                 | Totaux LNH | 206 | 34               | 31               | 65               | 54               | 22               | 2 | 3                    | 5                    | 2                    |                      |                      |

### En équipe nationale
| Année | Compétition                 |    | PJ | B | A | Pts | Pun | +/-               |  | Résultat |
| 2015  | Championnat du monde junior | 6  | 0  | 0 | 0 | 12  | -8  | 10e place         |  |          |
| 2023  | Championnat du monde        | 10 | 6  | 2 | 8 | 2   | +6  | Médaille d'argent |  |          |

## Trophées et honneurs personnels

### Ligue nationale de hockey
- 2021-2022 : vainqueur de la Coupe Stanley avec l'Avalanche du Colorado